# Haut-Rhin (hydrologie)
Pour les articles homonymes, voir Rhin (homonymie).
Pour un article plus général, voir Rhin.

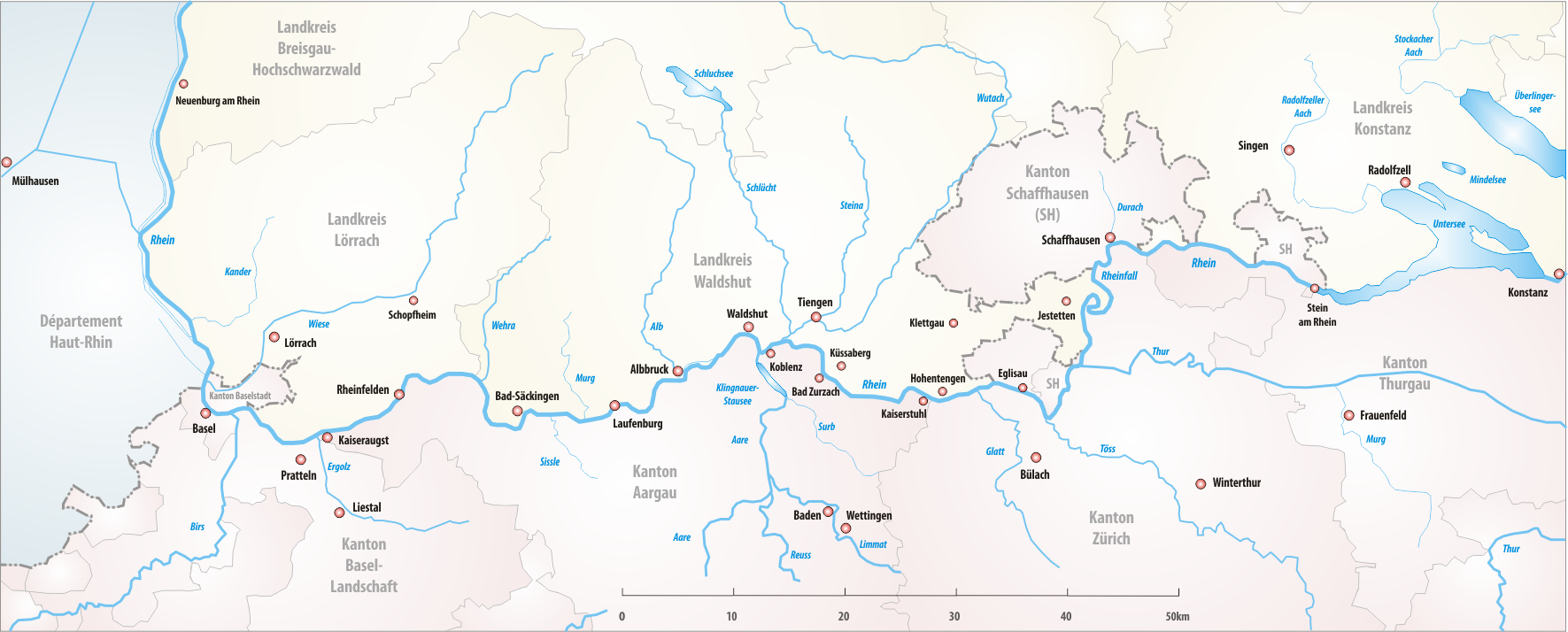
Carte de la région traversée par le Haut-Rhin.

Le Haut-Rhin, appelé Hochrhein en allemand, est une subdivision du Rhin qui débute après Stein am Rhein, à l'extrémité ouest du lac de Constance. Il coule vers l'ouest et passe de 395 m d'altitude à 252 m.
Après Schaffhouse se situent les chutes du Rhin : avec un débit moyen de 373 m3/s (700 m3/s en été), il s'agit de la deuxième chute d'eau la plus puissante d'Europe après le Dettifoss en Islande. Le Haut-Rhin est marqué par de nombreux barrages, les parties naturelles comportant plusieurs rapides. À Koblenz (Suisse), le Rhin est rejoint par l'Aar, qui avec 557 m3/s est plus puissant que le premier (439 m3/s), mais plus court.
Le Haut-Rhin délimite sur la quasi-totalité de son cours la frontière entre l'Allemagne et la Suisse. La Suisse ne s'étend sur la rive nord qu'à Stein am Rhein, Schaffhouse et près de Bâle.

## Énergie

### Hydroélectrique
Douze barrages hydroélectriques au fil de l'eau sont situés tout au long de son cours. Hormis les centrales de Schaffhouse, Neuhausen et Birsfelden intégralement sur le territoire suisse, elles sont toutes à cheval entre l'Allemagne et la Suisse :
- la centrale hydroélectrique de Schaffhouse (Suisse), mise en service en 1963, fournit une puissance de 29 MW ;

- la centrale hydroélectrique de Neuhausen am Rheinfall (Suisse) fournit une puissance de 4,4 MW ;

- la centrale hydroélectrique de Rheinau (Suisse), mise en service en 1956, fournit une puissance de 18,5 MW grâce à deux turbines Kaplan ;

- la centrale hydroélectrique de Eglisau (Suisse), mise en service en 1919, fournit une puissance de 6,7 MW grâce à sept turbines Francis ;

- la centrale hydroélectrique de Reckingen (Allemagne), administrativement rattachée à Küssaberg, mise en service en 1941, fournit une puissance de 19 MW grâce à deux turbines Kaplan ;

- la centrale hydroélectrique de Albbruck (Allemagne), mise en service en 1934, fournit une puissance de 108 MW grâce à trois turbines Kaplan et une turbine Bulbes ;

- la centrale hydroélectrique de Laufenburg (Suisse), mise en service en 1914, fournit une puissance de 106 MW et se trouve sur une chute d'une hauteur de 10 m ;

- la centrale hydroélectrique de Säckingen (Allemagne), mise en service en 1970, fournit une puissance de 74 MW ;

- la centrale hydroélectrique de Ryburg (Allemagne), administrativement rattachée à Görwihl, mise en service en 1931, fournit une puissance de 120 MW ;

- la centrale hydroélectrique de Rheinfelden (Argovie) (Suisse), mise en service en 2012, fournit une puissance de 100 MW grâce à quatre turbines Kaplan, quatre turbines Bulbes installées sur une chute de 6 à 9,1 m ;

- l’ancienne centrale hydroélectrique de Rheinfelden (Baden) (Allemagne), mise en service en 1898, fournissait une puissance de 26 MW grâce à huit turbines Kaplan, six turbines Bulbes et six turbines Francis installées sur une chute de 5 m ; elle a été démantelée en 2011 ;

- la centrale électrique d'Augst-Wyhlen (Suisse), mise en service en 1912, fournit une puissance de 34 MW grâce à deux turbines Francis et sept turbines Straflo ;

- la centrale hydroélectrique de Birsfelden (Suisse), mise en service en 1954, fournit une puissance de 100 MW.

### Énergie nucléaire
La centrale nucléaire de Leibstadt en Suisse est construite sur le bord du Rhin, dont elle utilise l'eau pour son circuit de refroidissement.
La région de Zurich - nord-est fait partie des sites qui pourraient accueillir un centre de stockage en couche géologique profonde pour les déchets nucléaires suisses.
Le site de Stadel, à proximité de la frontière allemande, est retenu, ce qui provoque colère et inquiétude en Allemagne.